# Euphyia perfectata
Euphyia perfectata là một loài bướm đêm trong họ Geometridae.